# 라이언 말가리니
라이언 말가리니(Ryan Malgarini, 1992년 6월 12일 ~ )는 미국의 배우, 텔레비전 배우, 영화배우이다.
렌턴에서 태어났다.

## 방송
- 게리 언메리드 2
- 게리 언메리드 1

## 영화
- 더 영 키에슬로브스키 (2014년)
- 올리버, 스톤드. (2014년) - 데본 역
- 리들 (2013년) - 네이선 텔러 역
- 게리 언메리드 2 (2009년)
- 게리 언메리드 1 (2008년)
- 구운 벌레 먹는 법 (2006년) - 벤지 역
- 고 피겨 (2005년)
- 유나이티드 스테이츠 오브 리랜드 (2003년)
- 프리키 프라이데이 (2003년) - 해리 콜만 역